# 에이노 레이노 (레슬링 선수)
에이노 아우쿠스티 레이노(핀란드어: Eino Aukusti Leino, 1891년 4월 7일 ~ 1986년 11월 30일)는 핀란드의 레슬링 선수이다. 올림픽에 4번 출전했다.
레이노는 레슬링으로 전향하기 전에 다이빙과 축구 골기퍼로 시작했다. 그는 1914년 말에 미국으로 이주했다.